# Schraderobryum
Schraderobryum là một chi rêu trong họ Sematophyllaceae.